# Babita Kumari

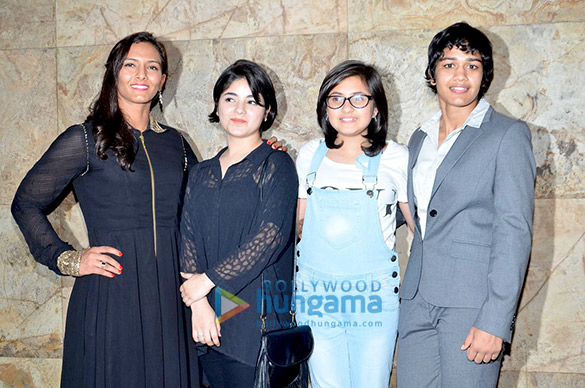
Babita Kumari (rechts) zusammen mit ihrer Schwester Geeta Kumari (links) und den beiden Schauspielerinnen Zaira Wasim und Suhani Bhatnagar, die sie im Film Dangal darstellten, 2016

Babita Kumari (* 20. November 1989) ist eine indische Ringerin. Sie gewann bei der Weltmeisterschaft 2012 eine Bronzemedaille in der Gewichtsklasse bis 51 kg Körpergewicht.

## Werdegang
Babita Kumari begann als Jugendliche im Jahre 2000 mit dem Ringen. Sie ist die Schwester von Geeta Kumari, die ebenfalls eine Weltklasseringerin ist. Sie gehört dem Bhiwani Wrestling Club im Staate Haryana an und wurde zu Beginn ihrer Laufbahn von ihrem Vater Mahabir Singh trainiert. Seit 2009 ist P.R. Sonchi ihr Trainer. Sie ist Studentin und hielt sich längere Zeit auch in Kanada auf.
Ihren ersten Start bei einer internationalen Meisterschaft absolvierte sie 2005. Sie belegte dabei bei der asiatischen Juniorenmeisterschaft (Altersgruppe Cadets) in der Gewichtsklasse bis 43 kg hinter Yu Horiuchi aus Japan den 2. Platz. 2006 wurde sie dann in derselben Altersklasse in Bangkok asiatische Meisterin in der Gewichtsklasse bis 49 kg vor Nodoka Nishi, Japan und Wang Yiaomei, China. 2007 wurde sie in Peking hinter der US-Amerikanerin Whitney Conder Junioren-Vizeweltmeisterin in der Gewichtsklasse bis 51 kg und ließ dabei so hervorragende Ringerinnen wie Li Xiao aus China und Oleksandra Kohut aus der Ukraine hinter sich.
2007 startete Babita Kumari dann auch erstmals bei einer Weltmeisterschaft bei den Senioren. Sie kam dabei in Baku in der Gewichtsklasse bis 51 kg zu einem Sieg über Giorgiana Mihaela Radoi aus Rumänien, verlor aber ihren nächsten Kampf gegen Tatjana Amanschol-Bakatschuk aus Kasachstan und erreichte den 9. Platz. Im Olympiajahr 2008 war sie verletzt und konnte deshalb nicht um einen Startplatz bei den Olympischen Spielen in Peking kämpfen.
2009 kam sie bei der Weltmeisterschaft in Herning/Dänemark zu Siegen über T. Andrintsalama, Madagaskar und Maria Wilmowa aus Russland, unterlag aber dann gegen Natalja Budu aus Moldawien. Da diese den Endkampf nicht erreichte, schied sie aus und kam auf den 8. Platz. Im Dezember 2009 siegte sie bei der Commonwealth-Meisterschaft im indischen Jalandhar in der Gewichtsklasse bis 51 kg vor Mpho Madi aus Südafrika und Donna Robertson aus Schottland. Bei der Asienmeisterschaft 2010 in New Delhi kam sie nicht so gut zurecht und belegte dort nur den 5. Platz. Auch bei der Weltmeisterschaft 2010 in Moskau enttäuschte sie und verlor dort gleich ihren ersten Kampf gegen Roksana Zasina aus Polen. Sie schied deswegen aus und kam nur auf den 13. Platz. Im Dezember 2010 hatte sie aber doch noch ein Erfolgserlebnis, denn sie wurde bei den Commonwealth-Games in New Delhi hinter Ifeoma Nwoye, Nigeria und vor Jessica MacDonald, Kanada, auf den 2. Platz.
2011 wurde sie in Melbourne Siegerin bei der Commonwealth-Meisterschaft vor ihrer Landsfrau Priyanka Singh und Donna Robertson. Bei der Weltmeisterschaft 2011 in Istanbul trat sie erstmals in der Gewichtsklasse bis 48 kg an, weil die Gewichtsklasse bis 51 kg, in der sie bislang rang, 2012 nicht olympisch war. Sie kam in Istanbul in dieser Gewichtsklasse, die sie nur durch enormes Abtrainieren erreichte, nicht gut zurecht und verlor ihren ersten Kampf gegen Zhao Shasha aus China. Sie schied damit aus und erreichte nur den 23. Platz. Im April 2012 versuchte sie in Taiyuan/China trotzdem sich für die Olympischen Spiele 2012 in der Gewichtsklasse bis 48 kg zu qualifizieren. Sie erreichte aber nur den 5. Platz, der für einen Start in London nicht ausreichte.
Babita Kumari kehrte in die Gewichtsklasse bis 51 kg zurück und feierte in dieser Klasse bei der Weltmeisterschaft 2012 in Stathcona County/Canada dann den größten Erfolg in ihrer Ringerlaufbahn. Sie belegte dort hinter Jessica MacDonald aus Kanada und Sun Yanan aus China, gemeinsam mit Alyssa Lampe aus den Vereinigten Staaten den 3. Platz und gewann damit eine WM-Bronzemedaille.
2013 gewann sie bei der Asienmeisterschaft in New Delhi in der Gewichtsklasse bis 55 kg hinter Yang Senlian, China und Kanako Murata, Japan, eine Bronzemedaille.

## Internationale Erfolge
| Jahr | Platz | Wettbewerb                                               | Gewichtsklasse | Ergebnisse |
| 2005 | 2.    | Asiatische Juniorenmeisterschaft (Cadets) in Oarai/Japan | bis 43 kg      | hinter Yu Horiuchi, Japan |
| 2006 | 1.    | Asiatische Juniorenmeisterschaft (Cadets) in Bangkok     | bis 49 kg      | vor Nodoka Nishi, Japan und Wang Xiaomei, China                                                                                             |
| 2007 | 2.    | Junioren-WM in Peking                                    | bis 51 kg      | hinter Whitney Conder, USA, vor Li Xiao, China und Oleksandra Kohut, Ukraine                                                                |
| 2007 | 9.    | WM in Baku                                               | bis 51 kg      | nach einem Sieg über Giorgiana Mihaela Radoi, Rumänien und einer Niederlage gegen Tatjana Amanschol-Bakatschuk, Kasachstan                  |
| 2009 | 8.    | WM in Herning/Dänemark                                   | bis 51 kg      | nach Siegen über T. Andriantsalama, Madagaskar und Maria Wilmowa, Russland und einer Niederlage gegen Natalja Budu, Moldawien               |
| 2009 | 1.    | Hargobind-Open                                           | bis 51 kg      | vor Genevieve Haley, Kanada und Sara Fulp-Allen, USA                                                                                        |
| 2009 | 1.    | Commonwealth-Meisterschaft in Jalandhar/Indien           | bis 51 kg      | vor Mpho Madi, Südafrika und Donna Robertson, Schottland                                                                                    |
| 2010 | 6.    | Dave-Schultz-Memorial-International in Colorado Springs  | bis 55 kg      | Siegerin: Brittanee Laverdure, Kanada vor Helen Maroulis, USA                                                                               |
| 2010 | 5.    | Asienmeisterschaft in New Delhi                          | bis 51 kg      | Siegerin: Li Hui, China vor Juldiz Eschimowa, Kasachstan                                                                                    |
| 2010 | 13.   | WM in Moskau                                             | bis 51 kg      | nach einer Niederlage gegen Roksana Zasina, Polen                                                                                           |
| 2010 | 2.    | Commonwealth-Spiele in New Delhi                         | bis 51 kg      | hinter Ifeoma Nwoye, Nigeria und vor Jessica MacDonald, Kanada                                                                              |
| 2011 | 1.    | Commonwealth-Meisterschaft in Melbourne                  | bis 48 kg      | vor Priyanka Singh, Indien und Donna Robertson                                                                                              |
| 2011 | 23.   | WM in Istanbul                                           | bis 48 kg      | nach einer Niederlage gegen Zhao Shasha, China                                                                                              |
| 2011 | 1.    | Hargobind-Open                                           | bis 51 kg      | vor Genevieve Haley, Vanessa Brown und Diana Ford, alle Kanada                                                                              |
| 2012 | 3.    | Dave-Schultz-Memorial-International in Colorado Springs  | bis 51 kg      | hinter Genevieve Haley und Whitney Conder                                                                                                   |
| 2012 | 5.    | Olympia-Qualif.-Turnier in Taiyuan/China                 | bis 48 kg      | hinter Dawaasüchiin Otgontsetseg, Mongolei, Vanessa Kaladschinskaya, Weißrussland, Rebecca Mdolo Muamvo, Kamerun und Estera Dobre, Rumänien |
| 2012 | 3.    | WM in Strathcona County/Kanada                           | bis 51 kg      | hinter Jessica MacDonald und Sun Yanan, China, gemeinsam mit Alyssa Lampe, USA, vor Samira Rachmanowa, Russland                             |
| 2013 | 4.    | Welt-Cup in Ulan-Bator                                   | bis 55 kg      | hinter Helen Maroulis, USA, Sündewiin Bjambatseren, Mongolei und Chiho Hamada, Japan                                                        |
| 2013 | 3.    | Asienmeisterschaft in New Delhi                          | bis 55 kg      | hinter Yang Senlian, China und Kanako Murada, Japan                                                                                         |

## Rezeption
In der indischen Filmbiografie Dangal von Nitesh Tiwari wird Kumari von Sanya Malhotra porträtiert.

## Erläuterungen
- alle Wettkämpfe im freien Stil
- WM = Weltmeisterschaft